# 新普利茅斯灣

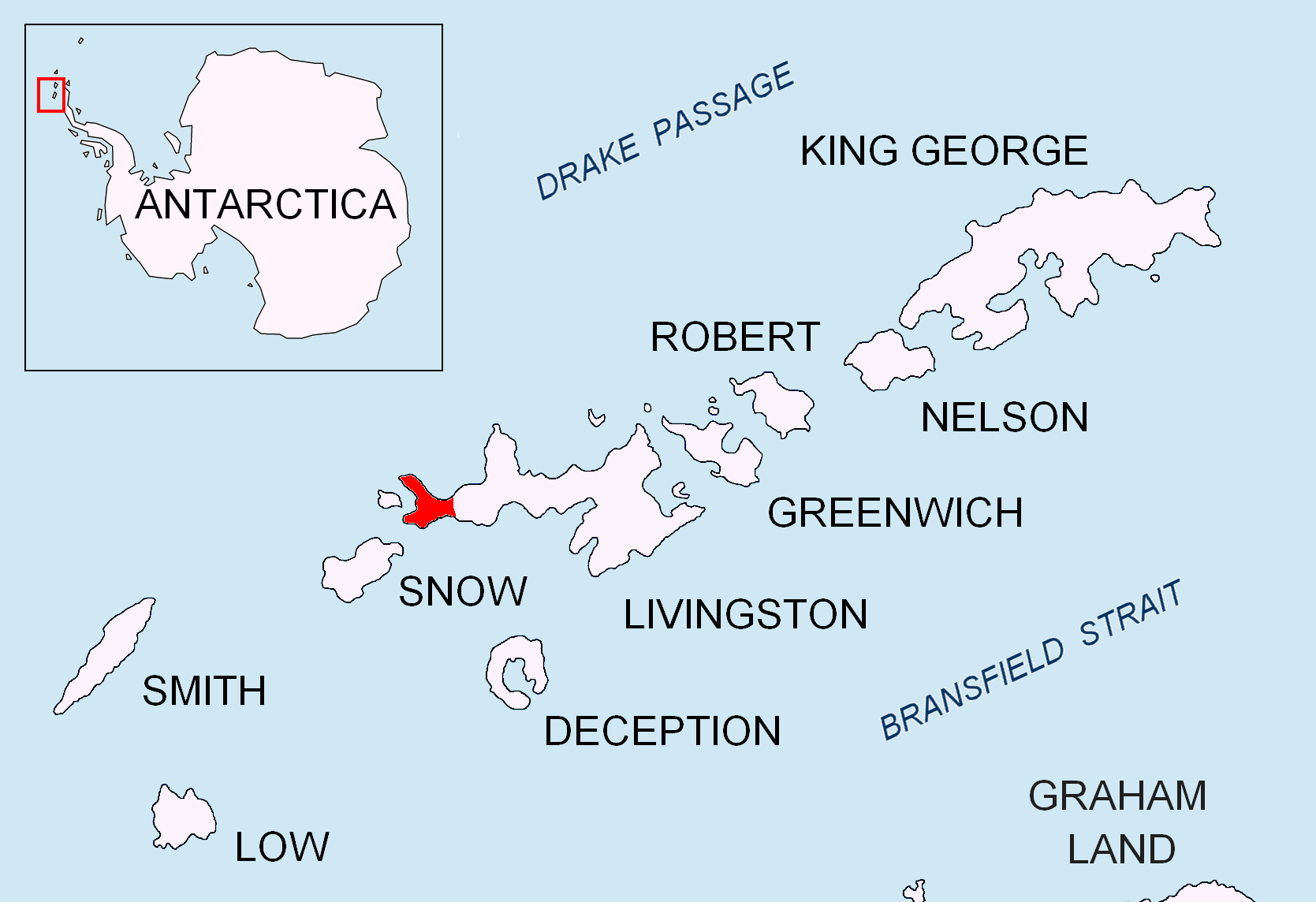

新普利茅斯灣是南極洲的海灣，位於開始角以南，處於拉吉德島和利文斯頓島東端之間，該海灣現時由南極條約體系管理。
62°37′05.2″S 61°11′05″W / 62.618111°S 61.18472°W

## 外部連結
- SCAR Composite Antarctic Gazetteer（页面存档备份，存于）.